# Utenos Utenis (damer)
Utenos Utenis  är ett fotbollslag för damer från staden Utena i Litauen. 
Större matcher kan spelas på Utenio stadionas och alternativ stadion är Visaginas konstgjord trottoar (Visagino dirbtinės dangos aikštė).

## Placering tidigare säsonger
| Säsong | Nivå | Liga           | Placering | Referens | Notering                    |
| ------ | ---- | -------------- | --------- | -------- | --------------------------- |
| 2018   | 2    | LMFA I lyga    | 5–6       |          | Uppflyttad till A lyga 2019 |
| 2019   | 1    | A lyga (damer) | 5         | [ 2 ]    |                             |
| 2020   | 1    | A lyga (damer) | 5         | [ 3 ]    |                             |
| 2021   | 1    | A lyga (damer) | 6         | [ 4 ]    | Nedflyttad till I lyga      |
| 2022   | 2    | LMFA I lyga    | 4         |          | Uppflyttad till A lyga 2019 |
| 2023   | 1    | A lyga (damer) | 7         |          | Nedflyttad till I lyga      |
| 2024   | 2    | LMFA I lyga    |           |          |                             |

## Trupp 2024
Uppdaterad: 26 mars 2024
| Nr | Land    | Pos | Namn                  |
| -- | ------- | --- | --------------------- |
|    | Litauen | MF  | Greta Žigaitė         |
|    | Litauen |     | Aušrinė Bikutė        |
|    | Litauen |     | Erika Busevičiūtė     |
|    | Litauen |     | Akvilė Galgatavičiūtė |
|    | Litauen |     | Evelina Gedzevičiūtė  |
|    | Litauen |     | Gabija Gulijeva       |
|    | Litauen |     | Gabija Jančiūtė       |
|    | Litauen |     | Aušrinė Mardosaitė    |

| Nr | Land    | Pos | Namn                     |
| -- | ------- | --- | ------------------------ |
|    | Litauen |     | Neda Kezaitė             |
|    | Litauen |     | Dija Marija Laniauskaitė |
|    | Litauen |     | Ugnė Maknytė             |
|    | Litauen |     | Kamilė Meidutė           |
|    | Litauen |     | Gabrielė Pereklytė       |
|    | Litauen |     | Adrija Skudutytė         |
|    | Litauen |     | Agilija Skudutytė        |
|    | Litauen |     | Ieva Tumėnaitė           |
|    | Litauen |     | Ieva Ulevičiūtė          |
|    | Litauen |     | Vanesa Venslovaitė       |